# Северо-Западное Онтарио
Северо-Западное Онтарио — часть канадской провинции Онтарио, расположенная севернее и западнее озера Верхнее, западнее Гудзонова залива и залива Джеймса.

## Административное деление
В некоторых случаях Северо-Западное и Северо-Восточное Онтарио образуют Северное Онтарио. Три самых западных округа (Рейни-Ривер, Кенора и Тандер-Бей) составляют Северо-Западное Онтарио.
Южная часть Северо-Западного Онтарио была отдана провинции по решению Судебного комитета тайного совета в 1884 году, подтверждённому британским парламентом в 1889 году по акту о Канаде (границы Онтарио). Северная часть области вплоть до Гудзонова залива была передана провинции от Северо-Западных территорий парламентом Канады по акту о расширении границ Онтарио в 1912 году.

## Часовые пояса
Северо-Западное Онтарио находится в двух часовых поясах: UTC-5, UTC-6.

## Население

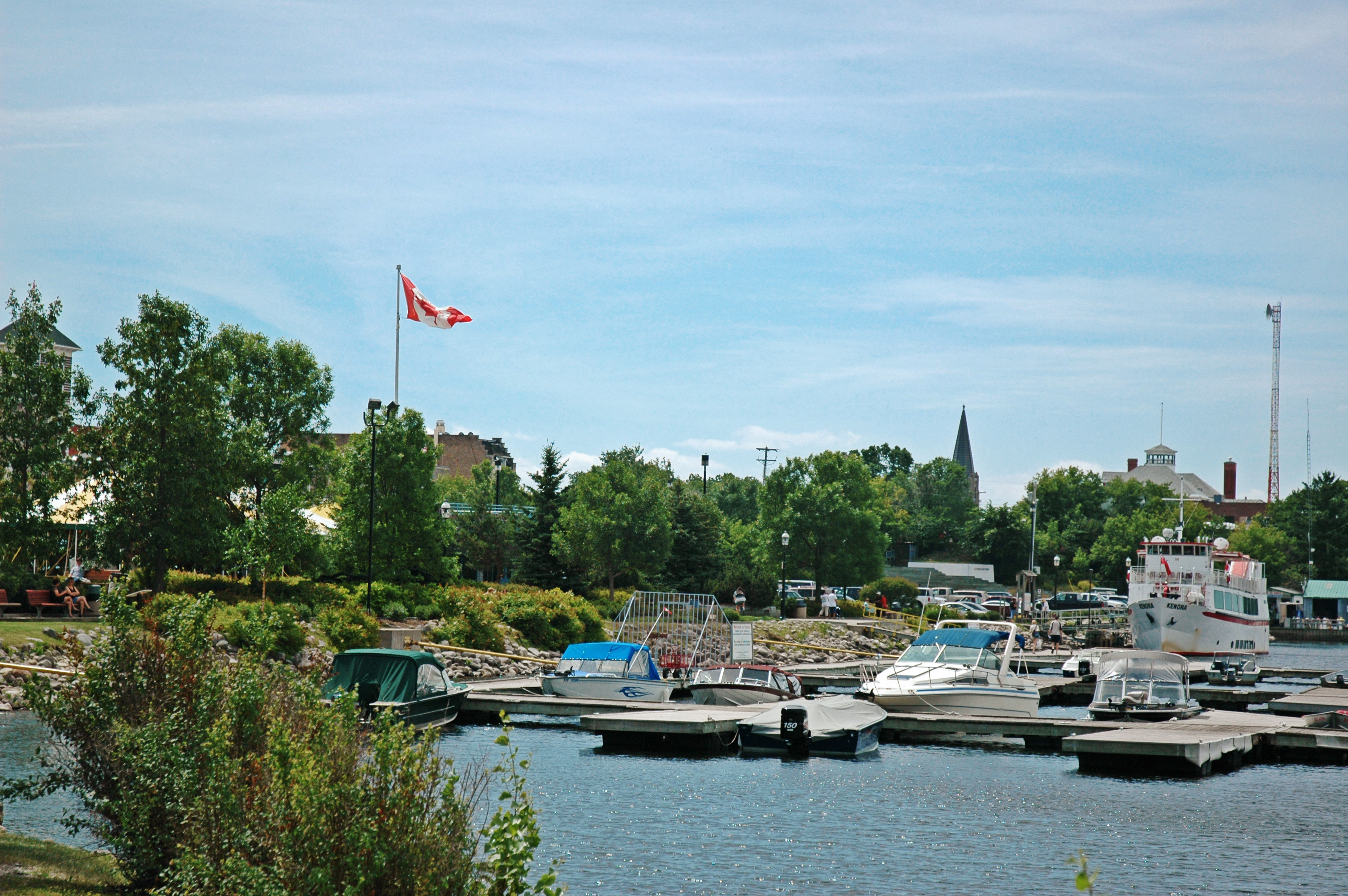
Кенора

Северо-Западное Онтарио — область Онтарио с самой маленькой плотностью населения. 52 % всех жителей региона живет в городе Тандер-Бей. Кроме него, только в Кеноре численность населения больше 10 тысяч человек. Численность населения Северного Онтарио уменьшалась в последние десятилетия из-за упадка в лесной промышленности. Недавний рост численности населения в Кеноре связан в основном с ростом численности индейцев и ростом популярности региона для строительства коттеджей.
| Численность населения   | Численность населения | Численность населения | Численность населения | Численность населения | Численность населения | Численность населения |
| Округа                  | 2006                  | ±                     | 2001                  | ±                     | 1996                  |                       |
| ----------------------- | --------------------- | --------------------- | --------------------- | --------------------- | --------------------- | --------------------- |
| Северо-Западное Онтарио | 235 046               | 0,1 %                 | 234 771               | −3,8 %                | 244 117               |                       |
| Округ Кенора            | 64 419                | 4,2 %                 | 61 802                | −2,5 %                | 63 360                |                       |
| Округ Рейни-Ривер       | 21 564                | −2,5 %                | 22 109                | −4,4 %                | 23 138                |                       |
| Округ Тандер-Бей        | 149 063               | −1,2 %                | 150 860               | −4,3 %                | 157 619               |                       |